# Chalmette
Chalmette är administrativ huvudort i Saint Bernard Parish i Louisiana. Vid 2020 års folkräkning hade Chalmette 21 562 invånare.